# Muestreo (señal)

Representación de una señal muestreada. La línea continua representa la señal continua mientras que las deltas de Dirac representan la discreta; nótese que ambas son señales analógicas.

El muestreo de una señal consiste en la selección de ciertos valores de una señal analógica continua para obtener una discreta. En su variante uniforme, esto es, en la que las muestras se adquieren equiespaciadas con cierta tasa de muestreo, el teorema de muestreo describe las condiciones bajo las cuales el proceso es reversible y la señal original puede ser reconstruida
Es una de las partes del proceso de digitalización de las señales junto con la cuantificación.

## Descripción del proceso
El muestreo está basado en el teorema de muestreo, que es la base de la representación discreta de una señal continua en banda limitada. Es útil en la digitalización de señales (y por consiguiente en las telecomunicaciones) y en la codificación del sonido en formato digital.
Independientemente del uso final, el error total de las muestras será igual al error total del sistema de adquisición y conversión más los errores añadidos por el ordenador o cualquier sistema digital.
Para dispositivos incrementales, tales como motores paso a paso y conmutadores, el error medio de los datos muestreados no es tan importante como para los dispositivos que requieren señales de control continuas.

## Muestreo teórico
Sea la señal de banda limitada y paso-bajo {\displaystyle x(t)\,} (dominio del tiempo) cuyo espectro {\displaystyle X(f)\,} (dominio de la frecuencia) es nulo para: {\displaystyle |f|>W\,}. Sea también la onda:
{\displaystyle S_{\delta }(t)=\sum _{m}\delta (t-mT_{s})\,}
El producto {\displaystyle x(t)\cdot S_{\delta }(t)} es una onda formada por deltas de peso igual a las muestras de {\displaystyle x(t)\,}:
{\displaystyle x_{\delta }(t)=x(t)\cdot S_{\delta }(t)=x(t)\cdot \sum _{m}\delta (t-mT_{s})=\sum _{m}x(mT_{s})\cdot \delta (t-mT_{s})},
que dará lugar a otro tren de deltas:

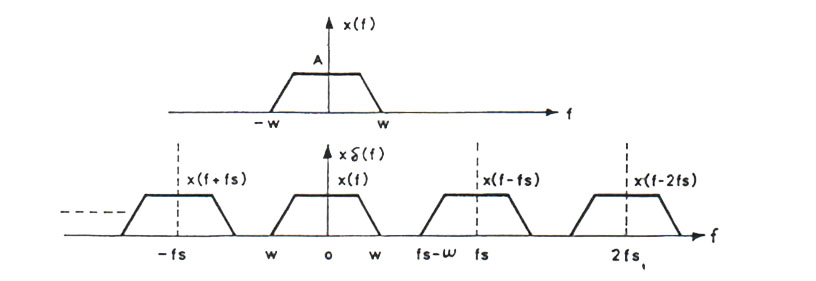
Función escala fs.

{\displaystyle S_{\delta }(f)=f_{s}\sum _{m}\delta (f-mf_{s});\quad f_{s}={\frac {1}{T_{s}}}}
La transformada de {\displaystyle x_{\delta }(t)\,} es la de {\displaystyle x(t)\,} repetida y centrada en cada armónico de la frecuencia de muestreo, exceptuando el término constante o la función escala {\displaystyle fs\,}.
No se producirá solapamiento entre los espectros parciales de {\displaystyle X_{\delta }(f)\,} si se verifica que:
{\displaystyle {\begin{array}{rcl}fs-W&\geq &W\\fs&\geq &2W\end{array}}}
De la observación del espectro {\displaystyle X_{\delta }(f)\,} se deduce la posibilidad de recuperar {\displaystyle x(t)\,} simplemente pasando {\displaystyle x_{\delta }(t)\,} por un filtro paso-bajo cuya frecuencia de corte {\displaystyle B\,} cumpla la condición:
{\displaystyle W\leq B\leq fs-W}

## Teorema de Muestras

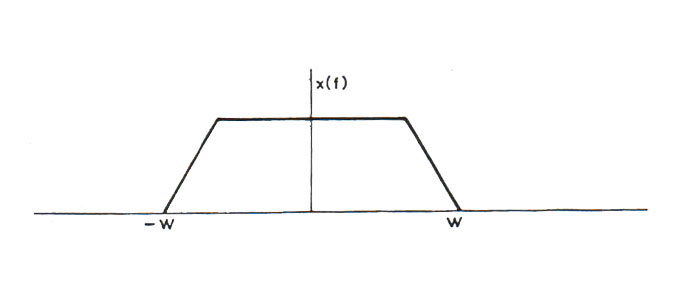
Espectro X(f) de la señal paso-bajo.

Se considera la señal paso-bajo {\displaystyle x(t)\,}, que cumple: {\displaystyle X(f)=0\,} para {\displaystyle |f|>W\,}, cuyo espectro {\displaystyle X(f)\,} se representa en la figura.
Es posible establecer un desarrollo en Serie de Fourier de {\displaystyle X(f)\,}, limitado a {\displaystyle |f|\leq W\,} del modo siguiente:
{\displaystyle X(f)=\sum _{n}C_{n}\cdot e^{j2\pi n{\frac {f}{2W}}}},
en dónde los coeficientes {\displaystyle C_{n}\,} del desarrollo vienen dados por:
{\displaystyle C_{n}={\frac {1}{2W}}\int _{-W}^{W}X(f)\cdot e^{-j2\pi n{\frac {f}{2W}}}df}
Ahora bien, si {\displaystyle x(t)\,} es la transformada inversa de {\displaystyle X(f)\,}:
{\displaystyle x(t)=\int _{-W}^{W}X(f)e^{j2\pi ft}df},
de dónde se infiere una relación inmediata entre los {\displaystyle C_{n}\,} y valores particulares de {\displaystyle x(t)\,}, concretamente:
{\displaystyle C_{n}={\frac {1}{2W}}\cdot x(-{\frac {n}{2W}})}
Así pues, puede escribirse el espectro {\displaystyle X(f)\,} de {\displaystyle x(t)\,} en términos de las propias muestras {\displaystyle x(-{\frac {n}{2W}})\,} de {\displaystyle x(t)\,} sin más que sustituir los valores de {\displaystyle C_{n}\,} dados en la ecuación anterior:
{\displaystyle X(f)=\sum _{n}{\frac {1}{2W}}x({\frac {n}{2W}})e^{-j2\pi n{\frac {f}{2W}}}\,}
Para hallar los términos de {\displaystyle x(t)\,} bastará con calcular la transformada inversa, resultando así:
{\displaystyle x(t)=\sum _{n}x({\frac {n}{2W}})\cdot sinc2W(t-{\frac {n}{2W}})\,}
Obsérvese que este resultado es consecuencia de la limitación de banda {\displaystyle x(t)\,} y que la operación de muestreo aparece en el curso de la especificación de {\displaystyle X(f)\,}. De esta manera, se demuestra el denominado Teorema de Muestras, el cual afirma que toda señal de banda limitada puede expresarse de modo único en función de sus muestras o valores puntuales tomados a intervalos regulares {\displaystyle T_{s}\,}. El valor de {\displaystyle T_{s}\,} será tal que: {\displaystyle {\frac {1}{T_{s}}}\geq 2W\,}, siendo {\displaystyle W\,} la máxima frecuencia espectral de la señal.
Este teorema es igualmente válido, adaptando ciertas condiciones para muestreo no uniforme y por supuesto para señales paso banda, dependiendo en este caso de la frecuencia de muestreo de la anchura de banda de paso y de la frecuencia central de la señal.
Como corolario del teorema, se puede afirmar que dada la colección discreta de valores {\displaystyle x({\frac {n}{2W}})\,} existe una función {\displaystyle x(t)\,} y solo una de banda limitada a {\displaystyle W\,} que pasa por todos los puntos dados y se construye mediante la última ecuación.

## Muestreo práctico

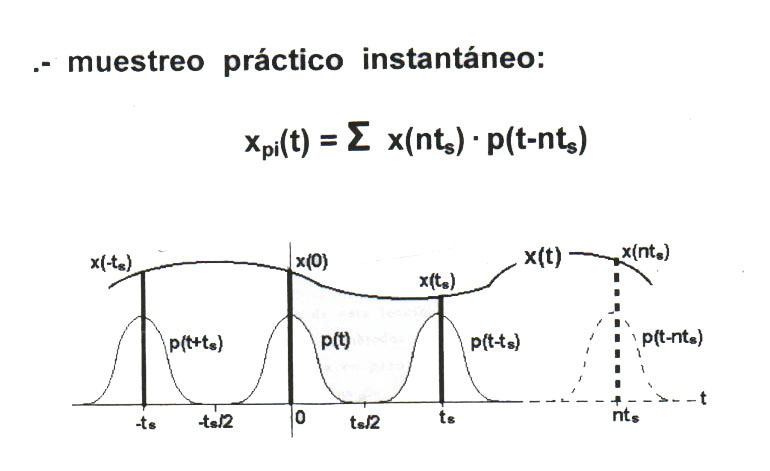
Muestreo práctico instantáneo.

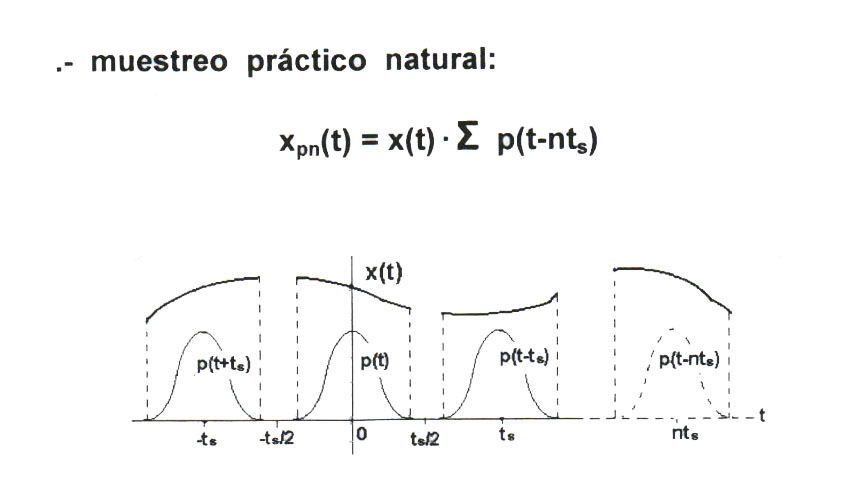
Muestreo práctico natural.

El Teorema de muestreo de Nyquist-Shannon no impone ninguna exigencia en cuanto al modo de obtener las muestras, por lo que la señal se podrá reconstruir a partir de algún método más susceptible de implementación práctica.
El muestreo práctico difiere del teórico en tres aspectos principales:
- La onda muestreadora está constituida por trenes de impulsos de duración no nula.
- Los filtros prácticos de reconstrucción no son ideales.
- Los mensajes a los que se aplica el teorema no están estrictamente limitados en banda, ni pueden, ya que se trata de señales limitadas en el tiempo.

### Clases de muestreo práctico
Sea un impulso arbitrario cualquiera {\displaystyle p(t)\,}, tal que: {\displaystyle p(t)=0\,} para {\displaystyle |t|\geq {\frac {T_{s}}{2}}\,} (lo que evita que se solapen los impulsos básicos) y sea la onda:
{\displaystyle s(t)=\sum _{m}p(t-mT_{s})\,}
Una posible forma de transmitir las muestras {\displaystyle x(t)\,} es utilizar las muestras como amplitud del impulso m-ésimo, centrado en el instante del muestreo, es decir, formar la señal:
{\displaystyle x_{pi}(t)=\sum _{m}x(mT_{s})\cdot p(t-mT_{s})},
que es un tren de impulsos, cada uno de los cuales viene afectado por un factor de escala (peso o amplitud) igual al valor instantáneo {\displaystyle x(mT_{s})\,}. La señal anterior constituye un ejemplo básico de muestreo práctico instantáneo.
En el caso del muestreo práctico natural, en vez de afectar a cada impulso con un valor instantáneo de {\displaystyle x(t)\,} se le multiplica punto a punto por cada uno de los valores de {\displaystyle x(t)\,} en el intervalo de existencia, en otras palabras, se forma el producto genérico {\displaystyle x(t)\,}. Sumando tales productos se obtiene este tipo de muestreo, que se puede representar mediante la ecuación:
{\displaystyle x_{pn}=x(t)\sum _{m}p(t-mT_{s})\,}

## Influencia de los filtros
La influencia de los filtros de reconstrucción no ideales se observa fácilmente en el dominio de la frecuencia. En la siguiente figura se representa parte del espectro de una señal muestreada, supuesto sin distorsión y una posible característica de transferencia de un filtro paso-bajo real.

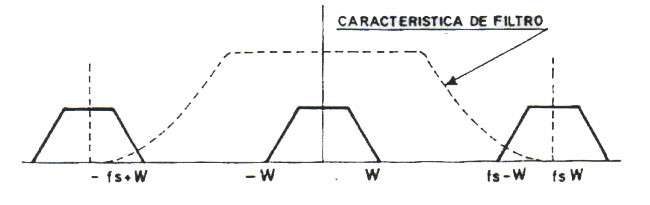
Fragmento del espectro de una señal muestreada.

Si tal característica es razonablemente plana en la banda pasante de la señal {\displaystyle |f|<W\,}, la salida del filtro consistirá en {\displaystyle x(t)\,} más unas componentes en frecuencias próximas a {\displaystyle T_{s}-W\,} fuera de dicha banda. Sin embargo estas componentes están fuertemente atenuadas en relación con las del espectro básico de {\displaystyle x(t)\,}.
Para señales vocales esas componentes como zumbidos de alta frecuencia solo están presentes cuando lo está la señal {\displaystyle x(t)\,} que por su mayor nivel, tiende a enmascararlas, y por tanto su presencia es fácilmente tolerable. Estas componentes pueden suprimirse mediante un diseño adecuado del filtro y para un filtro dado, aumentando la frecuencia de muestreo (y por consiguiente {\displaystyle f_{s}-W\,}) e introduce bandas de guarda en el espectro.

## El teorema de muestras práctico
Se puede resumir el enunciado del Teorema contemplando señales y métodos de muestreo reales, del modo siguiente: Si una señal {\displaystyle \,x(t)} ha sido filtrada en paso-bajo de modo que tiene componentes espectrales por encima de {\displaystyle W\,}, puede describirse adecuadamente para muchas aplicaciones mediante muestras instantáneas o de duración no nula, separadas uniformemente en el tiempo por un intervalo {\displaystyle T_{s}\leq {\frac {1}{2}}W\,}.
Si se ha muestreado la señal al régimen de Nyquist o mayor y las muestras se representan mediante impulsos periódicos cuya amplitud sea proporcional a sus valores, puede reconstruirse exactamente la misma señal a partir de sus muestras mediante un filtrado paso-bajo. Pero aún no están determinados estos valores.